# Toxicity
A Toxicity a System of a Down nevű zenekar második albuma. A lemezt – melynek producere Rick Rubin volt – 2001. szeptember 4-én adta ki az American Recordings. Az album nagy sikert ért el, az amerikai és a kanadai sikerlistákon is első helyezést ért el.
A Toxicity album a kritikusok részéről is rendkívül pozitív fogadtatásban részesült, a Chop Suey! kislemezzel pedig az együttes megkapta első Grammy-díj jelölését. Az albumból világszerte több mint 12.000.000 példány kelt el eddig és az Egyesült Államokban többszörös platinalemez lett. A lemezt 2017-ben a Rolling Stone magazin a Minden idők 100 legjobb metalalbuma listáján a 27. helyre rangsorolta.
Érdekesség, hogy ez az egyetlen olyan System of a Down album, melyen nem szerepel a „Figyelem, szókimondó szövegek!” minősítés.

## Számok listája
Az album szerzői az eredeti album borító alapján :
Az album összes zenéjét Daron Malakian írta, a dalszövegeket pedig Serj Tankian. Kivéve ahol máshogyan van feltüntetve.
1. „Prison Song” – 3:21 (Szöveg: Serj Tankian és Daron Malakian)
2. „Needles” – 3:13 (Zene és szöveg : Serj Tankian és Daron Malakian)
3. „Deer Dance” – 2:55 (Szöveg: Serj Tankian és Daron Malakian)
4. „Jet Pilot” – 2:06 (Zene: Shavo Odadjian és Daron Malakian)
5. „X” – 1:58
6. „Chop Suey!” – 3:32 (Szöveg: Serj Tankian és Daron Malakian)
7. „Bounce” – 1:54 (Zene: Shavo Odadjian és Daron Malakian)
8. „Forest” – 4:00
9. „ATWA” – 2:56 (Szöveg: Serj Tankian és Daron Malakian)
10. „Science” – 2:43
11. „Shimmy” – 1:51 (Zene és szöveg : Serj Tankian)
12. „Toxicity” – 3:39 (Zene: Shavo Odadjian és Daron Malakian)
13. „Psycho” – 3:45
14. „Aerials” – 6:11 (Szöveg: Serj Tankian és Daron Malakian)
  - „Arto” (rejtett) (Dallam: Arto Tunçboyacıyan)

Limitált kiadású bónusz CD :
1. Sugar (Koncertfelvétel) – 2:27 (Zene: Daron Malakian, Shavo Odadjian)
2. War? (Koncertfelvétel) – 2:48
3. Suite-Pee (Koncertfelvétel) – 2:58
4. Know (Koncertfelvétel)– 3:03 (Zene: Daron Malakian, Shavo Odadjian, Serj Tankian)
5. Johnny - 2:09 (Zene és szöveg : Serj Tankian)

## Közreműködött
- Daron Malakian – gitár, háttérének
- Serj Tankian – ének, billentyű
- Shavo Odadjian – basszusgitár
- John Dolmayan – dobok
- Producer – Rick Rubin és Daron Malakian
- Társproducer – Serj Tankian
- Keverés – Andy Wallace
- További ének és zene („Science” és „Arto” című számokban) – Arto Tunçboyacıyan
- Lemezborító – Mark Wakefield